# Burg Bolsternang
Die Burg Bolsternang ist eine abgegangene Wasserburg im Bereich des heutigen Wohnplatzes Bolsternang in Großholzleute, einem Stadtteil von Isny im Allgäu im Landkreis Ravensburg in Baden-Württemberg.
Die Erbauer der Wasserburg waren die 1279 und 1291 genannten veringische Ministerialen von Bolsternang, was in eine Erbauungszeit im 13. Jahrhundert weisen kann.
Die Burg befand sich an der Stelle der heutigen Ortskirche St. Martin, der ehemalige Bergfried wurde bei dem Umbau zum Kirchturm. An ihm wurde auch eine Gedenktafel des Kemptener Burgenforschers Otto Merkt angebracht, die Aufschrift lautet: Einst Turm der Wasserburg Bolsternang.